# Praomys morio
Praomys morio är en däggdjursart som först beskrevs av Édouard Louis Trouessart 1881.  Praomys morio ingår i släktet afrikanska mjukpälsråttor, och familjen råttdjur. IUCN kategoriserar arten globalt som starkt hotad. Inga underarter finns listade i Catalogue of Life.
Denna gnagare förekommer med två mindre populationer i Kamerun och på ön Bioko (Ekvatorialguinea). Den lever i bergstrakter mellan 1100 och 2135 meter över havet. Praomys morio vistas i bergsskogar.
Håren som bildar ovansidans päls är gråa nära roten och sedan rödbruna till mörkbruna vad som ger ett rödbrunt till svart utseende. På undersidan förekommer vitaktig päls med eller utan grå skugga. Den mörka svansen är bara glest täckt med styva hår. Arten når en kroppslängd (huvud och bål) av 100 till 130 mm långa, en svanslängd av 110 till 147 mm och en vikt av 27 till 62 g. Bakfötternas längd är cirka 24 mm och öronen är ungefär 18 mm stora. Honor har två spenar på bröstet och fyra vid ljumsken.
Levnadssättet antas likna Praomys tullbergi.